# August Kleine
August Kleine (* 10. April 1890 in Riga; † 1960 in Moskau), bekannt auch unter dem Namen Samuel Guralski und zahlreichen anderen Decknamen, war ein kommunistischer Politiker und hochrangiger Funktionär der Kommunistischen Internationale (Komintern).

## Leben

### Geburt und Herkunft
August Kleine wurde am 10. April 1890 als Abram Jakowlewitsch Heifetz in Riga geboren, wo sein Vater Lehrer an der jüdischen Schule war. Er besuchte bis 1910 die Handelsschule in Riga.

### Politische Tätigkeit

#### Anfänge im Allgemeinen jüdischen Arbeiterbund
Kleine begann seine Karriere in der jüdischen Arbeiterorganisation Bund und wurde unter dem Namen „Samuel Guralski“ Funktionär in einem Kulturzentrum der lettischen Sozialdemokratie.
Im Jahr 1912 emigrierte er aus Russland und nahm im selben Jahr an der 9. Konferenz des Bundes in Wien teil. Ein Jahr später wurde er festgenommen und nach Russland deportiert, entkam jedoch und reiste erneut nach Wien. Kleine-Guralski besuchte dort die Universität, bis er 1914 an die Universität Lausanne wechselte, wo er 1916 Leo Trotzki und Grigori Sinowjew kennenlernte. Mit den beiden russischen Sozialisten reiste er im Mai 1917 in einem »verplombten Eisenbahnzug« nach Russland, auf ähnliche Weise war bereits mit Unterstützung der deutschen Behörden Lenin ins Russische Reich gebracht worden, um die Destabilisierung des deutschen Kriegsgegners zu beschleunigen.
Im Oktober 1917 gehörte Samuel Guralski als Vertreter des Bundes in Odessa dem Revolutionären Komitee an und wurde deswegen verhaftet. Nach der Oktoberrevolution übernahm er verschiedene staatliche Funktionen in der Ukraine.

#### Tätigkeit in Deutschland
Im Jahr 1919 schickte ihn die neu gegründete Komintern als Delegierten nach Deutschland, wo er den Namen August Kleine annahm.  Kleine-Guralski wurde zunächst abgeschoben, kehrte aber 1921 mit einer weiteren Delegation zurück. Er war Delegierter beim III. Weltkongress der Kommunistischen Internationale und wurde kurz darauf Mitglied der Zentrale der Kommunistischen Partei Deutschlands (KPD).
Auf dem Leipziger Parteitag der KPD im Januar 1923 wurde er als August Kleine offiziell in die Zentrale der KPD gewählt und beteiligte sich an den Aufstandsvorbereitungen im Oktober 1923. Der als deutscher Oktober oder Hamburger Aufstand in die Geschichte eingegangene Revolutionsversuch der KPD scheiterte jedoch. Als Reaktion darauf wechselte Kleine vom Linken Flügel der KPD zur sogenannten „Mittelgruppe“, die eine vermittelnde Position zwischen Linken und Pragmatischen Strömungen einnahm. Als auf dem Frankfurter Parteitag im April 1924 die Mittelgruppe jedoch gegenüber den Linken um Ernst Thälmann, Ruth Fischer, Arkadij Maslow und Werner Scholem unterlag, kehrte Kleine-Guralski in die Sowjetunion zurück. Dort nahm er im Sommer 1924 am V. Weltkongress der Komintern teil und trat als heftiger Kritiker der "Rückzugspolitik" des damaligen KPD-Vorsitzenden Heinrich Brandler auf.

#### Tätigkeit in Frankreich
Im Sommer 1924 wurde August Kleine unter dem Decknamen Auguste Lepetit Vertreter der Komintern bei der Kommunistischen Partei Frankreichs. Gemeinsam mit Maurice Thorez setzte er dort den Kurs der Bolschewisierung der Partei um, bei dem es um eine Zentralisierung der Partei sowie um eine stärkere Anbindung an Moskau ging. Lepetit wurde jedoch im Juli 1925 von den französischen Behörden verhaftet, abgeschoben und kehrte nach Moskau zurück.

#### Tätigkeit in der UdSSR
Kleine-Guralski wirkte nach seiner Rückkehr in die Sowjetunion aktiv für die »Neue Opposition« unter Sinowjew und Kamenew und gehörte damit zu den Kritikern Stalins, der nach Lenins Tod die Macht in der Partei zunehmend monopolisierte. Wegen dieser Oppositionshaltung wurde Kleine-Guralski bald von seinem Posten in der Komintern entfernt und wirkte zeitweise als Abteilungsleiter im Marx-Engels-Institut. Im Dezember 1927 wurde er aus der Kommunistischen Allunions-Partei (Bolschewiki), der späteren KPdSU, ausgeschlossen und im Jahr darauf nach Frunse (Kirgisische SSR) verbannt. Er distanzierte sich im Mai 1928 von der Opposition und durfte dafür nach Taschkent übersiedeln, wo er an der Kommunistischen Universität der Werktätigen des Ostens wirkte.

#### Tätigkeit in Südamerika
Ab August 1929 wirkte er erneut im Komintern-Apparat und diente von 1930 bis 1934 unter dem Decknamen "Rustico" als Vertreter der Komintern in Südamerika.

#### Endgültige Rückkehr in die UdSSR
Im August 1936 wurde Guralski ein zweites Mal aus der Partei ausgeschlossen, verhaftet und im Jahr darauf in ein Gulag-Straflager verbracht. Trotz des Urteils auf acht Jahre Lagerhaft wurde er bereits 1938 freigelassen und als Mitarbeiter des Geheimdienstes des NKWD eingesetzt, dort soll er andere führende Parteimitglieder denunziert haben.
Nachdem er wieder in die KPdSU aufgenommen worden war, wirkte Kleine-Guralski bis 1948 unter dem Namen Professor Arnold als Propagandaarbeiter unter deutschen Kriegsgefangenen und wurde Mitarbeiter der sowjetischen Akademie der Wissenschaften. Im November 1950 wurde er jedoch dort entlassen und festgenommen, wobei auch antisemitische Motive eine Rolle gespielt haben sollen. Er wurde im März 1952 zu zehn Jahren Lager verurteilt. Kleine-Guralski saß sechs davon ab und wurde erst 1958 wegen Invalidität vorzeitig freigelassen. August Kleine-Guralski soll im Sommer 1960 in Moskau gestorben sein, ein genaues Todesdatum ist nicht bekannt.